# Palazzo Saint-Pol
Il palazzo Saint-Pol è stata una residenza reale francese, nel periodo di Carlo V e di suo figlio Carlo VI.
L'antica residenza del palais de la Cité fu attiva dal X al XIV secolo. In seguito alla Grande Jacquerie del 22 febbraio 1358 guidata da Étienne Marcel, nel corso della quale i borghesi di Parigi in armi invasero la reggia, Carlo V decise di abbandonarla per trasferirsi sulla rive droite nell'hôtel Saint Pol, Al palais de la Cité mantenne Parlamento, Camera dei conti e Cancelleria, nominandovi un concierge, un portinaio, mentre nell'hôtel trasferì la Corte e il Consiglio.
Il nuovo palazzo fu creato vicino al borgo Saint-Paul (attualmente IV arrondissement), davanti alla Senna, esternamente e non lontano dalla cinta muraria di Filippo Augusto. Questa situazione permetteva sia di fuggire attraverso il fiume, in caso di rivolte in città, sia di ripiegare all'interno di Parigi, in caso di necessità. Questa scelta fu consolidata dalla costruzione di un'ulteriore cerchia muraria.
Attualmente non vi è alcuna vestigia di tale palazzo, a causa di varie lottizzazioni eseguite da Carlo VII, Francesco I ed Enrico II. Le uniche memorie sono le tre strade costruite nel contesto dello smembramento dell'hôtel nel XVI secolo: rue Charles V, rue des Lions-Saint-Paul e rue Beautreillis.
Il perimetro è grossomodo segnato dalle vie rue Saint-Antoine a nord, rue du Petit-Musc a est, quai des Célestins a sud e rue Sain-Paul a ovest.

## Storia
Carlo V non costruì un palazzo dal nulla, ma lo compose con diverse acquisizioni. Quando era ancora Delfino comprò l'8 marzo 1361 il palazzo del conte d'Étampes e di Giovanna d'Eu, sua moglie, situato vicino alla chiesa Saint-Paul, ai numeri 20-26 dell'omonima via. Il palazzo prese successivamente il nome di hôtel de la Reine (palazzo della Regina). Il 3 settembre 1362 Carlo acquistò la residenza parigina degli abati di Saint-Maur-des-Fossés, di loro proprietà dal 1210, sita al 47-59, rue Saint-Antoine, delimitata a ovest dal cimitero della chiesa di Saint-Paul, a est dalla rue du Petit-Musc (civici 21-35) e a sud dall'hôtel de la Reine. Questo secondo immobile è conosciuto anche col nome di hôtel de Beautreillis o de la Pissotte. Ai religiosi fu concesso un altro palazzo al 2, rue des Barres, dietro l'attuale place de l'Hôtel-de-Ville.
Questo primo nucleo si rivelò ben presto insufficiente, sicché Carlo V aggiunse il 17 maggio 1364 il maniero di Simon Verjal, borghese parigino, al 7-9, rue du Petit-Musc. Nel luglio dello stesso anno il re dona il nome di hôtel Saint-Pol al complesso e lo dichiara unito al dominio reale. Altri e ulteriori ingrandimenti furono di minore importanza.
Da non sorvolare, però, l'acquisizione, nel 1366 dell'Hôtel dell'arcivescovato di Sens, a sud dell'attuale rue des Lions-Saint-Paul. Questa appropriazione fu non scevra di problemi, poiché il palazzo era di proprietà episcopale. La diocesi di Parigi fino al 1622 fu sotto le dipendenze dell'arcivescovato di Sens: durante le loro visite pastorali in città, gli arcivescovi dovevano avere una residenza degna del loro rango. Il re dovette domandare l'autorizzazione al papa Urbano V e, come compenso, accordava all'arcivescovado una rendita annuale di 300 lire e altri benefici. Il nuovo palazzo per l'arcivescovo venne trovato nell'Hôtel d'Hestomesnil, in rue de Figuier 1, poco più all'interno delle mura.
Nel gennaio del 1393 si tenne nel palazzo una festa di nozze trasformatasi in tragedia, il Ballo degli Ardenti.